# جسر أوكتافيو فرياس دي أوليفيرا

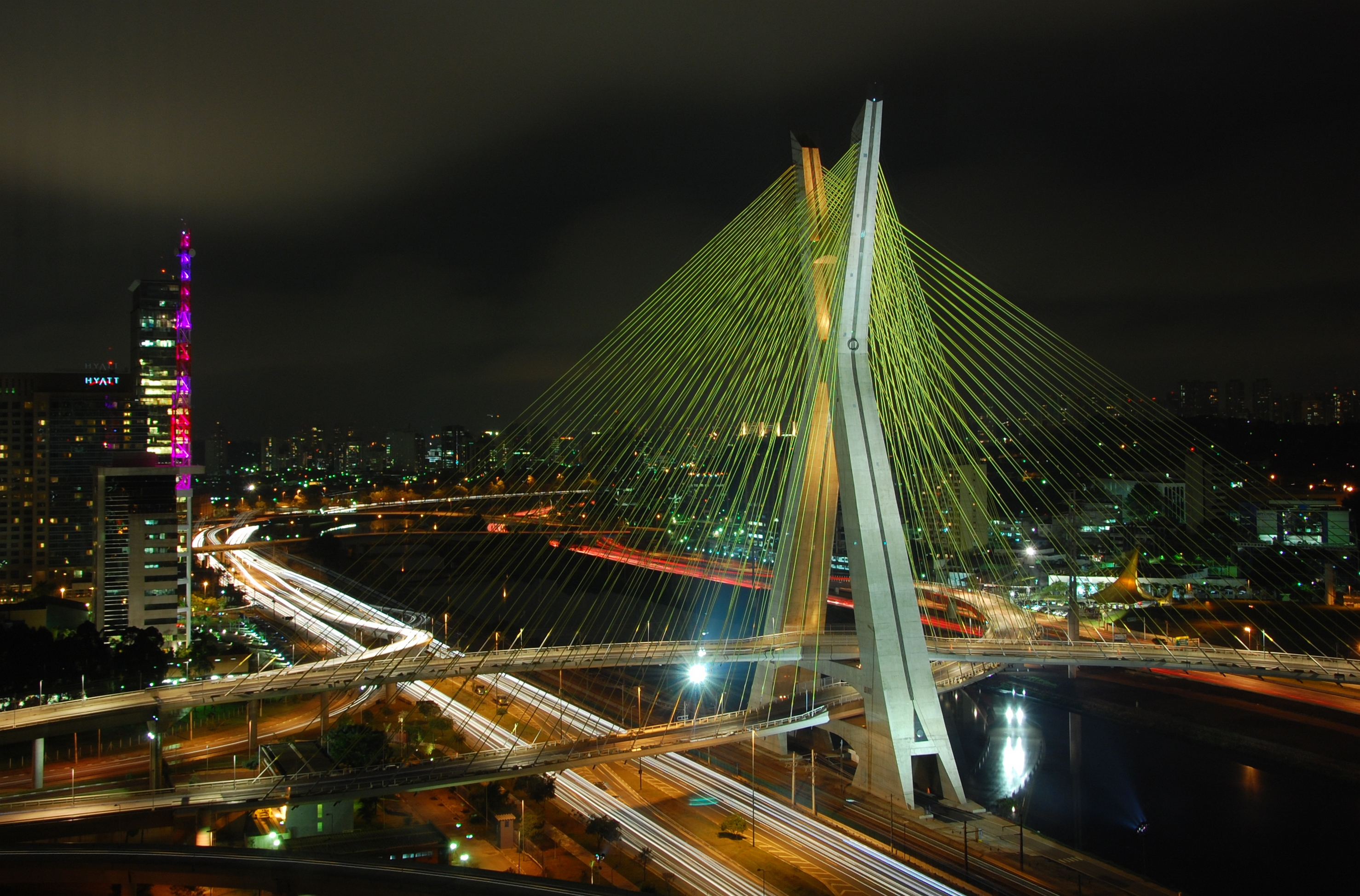
جسر أوكتافيو فرياس دي أوليفيرا في ساوباولو.

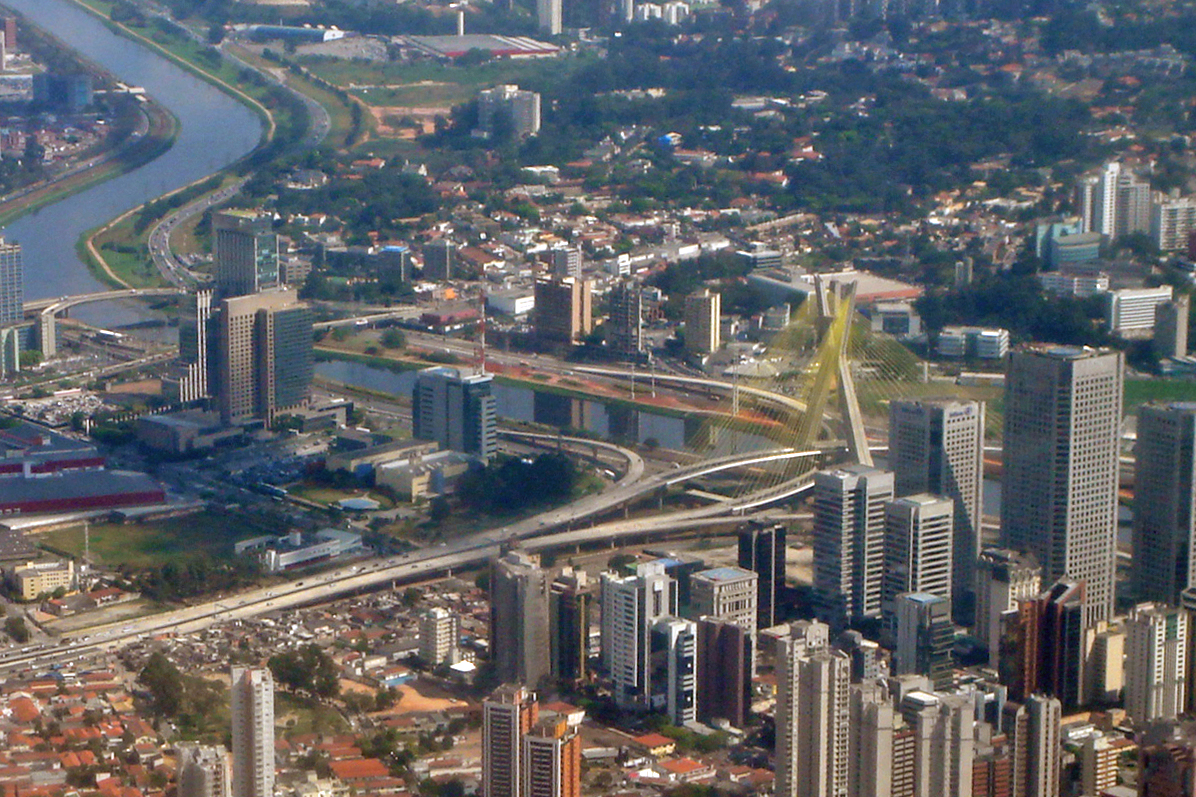
منظور جوي للجسر.

جسر أوكتافيو فرياس دي أوليفيرا (بالبرتغالية: Ponte Octávio Frias de Oliveira) هو جسر مدعوم بالكوابل يقع على نهر بينهيروس في ساو باولو ، البرازيل. تم اقتتاحه في أيار/ مايو 2008، ويمتد حوالي 138 متر (453 قدم)، ليربط بين الجادات الجنوبية للمدينة.
يُعتبر سطح الجسر غير عادي، بسبب شكل الصواري الحاملة ذات شكل حرف "X"، حيث يبلغ عرض المسافة في قاعدة برجي الجسر 76 متر و35.4 مترا في الأعلى. ويُعتبر هذا الجسر الوحيد في العالم الذي فيه مساران منحنيان ومدعومان ببرج من طرف واحد. وترتفع المسارات المنحنية على ارتفاعات مختلفة، فيقع أحدهما على ارتفاع 12 مترا والآخر على ارتفاع 24 مترا، ولها أطوال متقاربة حوالي 900 متر كطول إجمالي.
تعرّض الجسر أكثر من مرة لسرقة محتوياته من الكوابل وتجهيزات الإضاءة، وقد كلّف إصلاح هذا الأمر مئات الآف الدولارات.

## وصلات خارجية
- صور جديدة للجسر مع بعض المعلومات المفيدة.
- صورة من أعلى الجسر.